# Prvački trofej 2003. (hokej na travi)
25. Prvački trofej se održao 2003. godine.

## Mjesto i vrijeme održavanja
Održao se od 16. do 24. kolovoza 2003.
Utakmice su se igrale na stadionu Wagener u nizozemskom gradu Amstelveenu.
Turnir se izvorno trebao održati u Engleskoj, u Milton Keynesu, no zbog novčarskih problema je Engleski hokejski savez je odlučio povući svoju ponudu za domaćinstvom. English Hockey Federation je kasnije zbog istih razloga morao suspendirati svoje operacije, a 1. siječnja 2003. zamijenilo ga je tijelo English Hockey.

## Natjecateljski sustav
Igralo se po jednostrukom ligaškom sustavu. Za pobjedu se dobivalo 3 boda, za neriješeno 1 bod, a za poraz nijedan bod. 
Nakon ligaškog dijela, igralo se za poredak. Prvi i drugi na ljestvici su doigravali za zlatno odličje, treći i četvrti za brončano odličje, a peti i šesti na ljestvici za 5. i 6. mjesto. 6. je ispadao u niži natjecateljski razred.

## Sudionici
Sudjelovali su domaćin i branitelj naslova Nizozemska, Njemačka, Australija, Indija, Pakistan i Argentina. 
Njemačka je nastupila s drugom postavom, radi odmaranja njihovih najboljih igrača za nadolazeće EP koje se trebalo održati u katalonskom gradu Barceloni, Španjolska. 

### Nizozemska
```
Vratari:

 
Guus Vogels
               
HGC

 
Klaas Veering
             
Amsterdam

Obrana:
 
 
Geert-Jan Derikx
          
HC Klein Zwitserland

 
Erik Jazet
                
SCHC

 
Jan Jörn van 't Land
      
SCHC

 
Bram Lomans
               
HGC

 
Taeke Taekema
             
HC Klein Zwitserland

 
Sander van der Weide
      
Amsterdam

Vezni red:
 
 
Piet-Hein Geeris
          
Oranje Zwart

 
Rob Derikx
                
Hockeyclub 's-Hertogenbosch

 
Jeroen Delmee
 ©           
Hockeyclub 's-Hertogenbosch

 
Floris Evers
              
SCHC

 
Teun de Nooijer
           
HC Bloemendaal

Navala:
 
 
Matthijs Brouwer
          
Hockeyclub 's-Hertogenbosch

 
Ronald Brouwer
            
HGC

 
Karel Klaver
              
HC Bloemendaal

 
Nick Meijer
               
Kampong

 
Rob Reckers
               
Oranje Zwart
```

```
Trener:
                    
Joost Bellaart

Pomoćni trener:
            
Michel van den Heuvel

Menedžer:
                  
Floris Jan Bovelander

Liječnik:
                  Piet-Hein Kolkman

Fizioterapeuti:
            Reinier van Dantzig, Jan Stappenbelt
```

### Argentina
Trener: Jorge Ruiz
| 1. Pablo Moreira (vratar/kapetan) 2. Juan Pablo Hourquebie 3. Lucas Cammareri 4. Matias Vila 5. Ezequiel Paulón 6. Mario Almada 7. Carlos Retegui 8. Tomás MacCormik 9. Diego Avila | 1. Marcos Riccardi 2. Jorge Lombi 3. Fernando Zylberberg 4. Germán Orozco 5. Juan Manuel Esparis 6. Matias Paredes 7. Lucas Rey 8. Juan Manuel Vivaldi (vratar) 9. Juan Eduardo Garreta |

### Australija
Trener: Barry Dancer
| 1. Jamie Dwyer 2. Adam Commens 3. Michael McCann 4. Troy Elder 5. Robert Hammond 6. Nathan Eglington 7. Craig Victory 8. Paul Gaudoin (kapetan) 9. Tristram Woodhouse | 1. Grant Schubert 2. Bevan George 3. Stephen Lambert (vratar) 4. Mark Hickman (vratar) 5. Aaron Hopkins 6. Matthew Wells 7. Brent Livermore 8. Dean Butler 9. Zain Wright |

### Njemačka
Trener: Uli Forstner
| 1. Christian Schulte (vratar) 2. Alexander Sahmel 3. Jan-Marco Montag 4. Till Kriwet 5. Maik Günther 6. Christoph Menke 7. Ulrich Klaus 8. Benedikt Sperling 9. Max Jesse | 1. Sebastian Draguhn 2. Niklas Meinert 3. Bastian Timm 4. Nicolas Emmerling 5. Eike Duckwitz 6. Oliver Markowsky 7. Benjamin Köpp 8. Ulrich Bubolz (vratar) 9. Justus Scharowsky |

### Indija
Trener: Rajinder Singh
| 1. Devesh Chauhan (vratar) 2. Kanwalpreet Singh 3. Dilip Tirkey 4. Baljit Singh Saini 5. Bimal Lakra 6. Ignace Tirkey 7. Vikram Pillay 8. Deepak Thakur 9. Dhanraj Pillay (kapetan) | 1. Baljit Singh Dhillon 2. Gagan Ajit Singh 3. VS Vinay 4. Prabjoth Singh 5. Tejbir Singh 6. Kamaldeep Singh (vratar) 7. Viren Rasquinha 8. Didar Singh 9. Jugraj Singh |

### Pakistan
Trener: Tahir Zaman
| 1. Ahmed Alam (vratar) 2. Kashif Jawwad 3. Mohammad Asim 4. Adnan Maqsood 5. Waseem Ahmad 6. Sameer Hussain 7. Ghazanar Ali 8. Mudassar Ali Khan 9. Sohail Abbas | 1. Ali Raza 2. Muhammad Saqlain 3. Salman Akbar (vratar) 4. Rehan Butt 5. Dilawar Hussain 6. Salim Khalid 7. Zeeshan Ashraf 8. Shabbir Hussain 9. Nadeem Ahmad |

## Rezultati prvog dijela
```
subota, 16. kolovoza

 * Pakistan - Australija 4:4 
 * Nizozemska - Indija 4:3 
```

```
nedjelja, 17. kolovoza

 * Argentina - Pakistan 5:6 
 * Australija - Nizozemska 3:5 
 * Indija - Njemačka 3:2 
```

```
ponedjeljak, 18. kolovoza

 * Njemačka - Argentina 1:3 
```

```
utorak, 19. kolovoza

 * Indija - Australija 1:4 
 * Nizozemska - Pakistan 2:2 
```

```
srijeda, 20. kolovoza

 * Australija - Njemačka 6:1 
 * Argentina - Indija 4:2 
```

```
četvrtak, 21. kolovoza

 * Pakistan - Njemačka 5:2 
 * Nizozemska - Argentina 6:3 
```

```
petak, 22. kolovoza

 * Indija - Pakistan 7:4

subota, 23. kolovoza

 * Argentina - Australija 3:8 
 * Nizozemska - Njemačka 6:0 
```

### Poredak nakon prvog dijela
```
 1. 
 Nizozemska 5 4 1 0     (23:11)      
13

 2. 
 Australija 5 3 1 1     (25:14)      
10

 
 3. 
 Pakistan 5 2 2 1     (21:20)       
8

 
 4. 
 Indija 5 2 0 3     (16:18)       
6

 
 5. 
 Argentina 5 2 0 3     (18:23)       
6

 
 6. 
 Njemačka 5 0 0 5     ( 6:23)       
0
```

## Doigravanje
- za 5. mjesto

| 24. kolovoza 2003. 10:00 |       |           |                                  |
| Argentina                | 2 : 1 | Njemačka  | Suci: Tim Pullman Virendra Singh |
| Almada 37.' Vila 61.'    |       | Köpp 64.' | Suci: Tim Pullman Virendra Singh |

- za brončano odličje

| 24. kolovoza 2003. 12:30              |       |                                                |                                     |
| Pakistan                              | 4 : 3 | Indija                                         | Suci: Edmundo Saladino Rob ten Cate |
| Abbas 31.', 61.' Jawad 42.' Butt 68.' |       | J. Singh 26.' (k.u.) P. Singh 35.' Thakur 48.' | Suci: Edmundo Saladino Rob ten Cate |

- za zlatno odličje

| 24. kolovoza 2003. 15:00 |       |                                                      |                                    |
| Australija               | 2 : 4 | Nizozemska                                           | Suci: Ray O'Connor Jason McCracken |
| Victory 29.' Elder 59.'  |       | Brouwer 24.' Geeris 30.' De Nooijer 61.' Klaver 67.' | Suci: Ray O'Connor Jason McCracken |

## Najbolji sudionici
| Najbolji strijelci    | Pogodaka    |
| --------------------- | ----------- |
| Jorge Lombi           | 10 pogodaka |
| Grant Schubert        | 9 pogodaka  |
| Sohail Abbas          | 9 pogodaka  |
| Gagan Ajit Singh      | 5 pogodaka  |
| Kashif Jawwad         | 5 pogodaka  |
| Deepak Thakur Sonkhla | 5 pogodaka  |

## Završni poredak
| Mj. | Momčad     |
| --- | ---------- |
| 1.  | Nizozemska |
| 2.  | Australija |
| 3.  | Pakistan   |
| 4.  | Indija     |
| 5.  | Argentina  |
| 6.  | Njemačka   |

| Pobjednici              |
| ----------------------- |
| Nizozemska Sedmi naslov |